# 布鲁斯·S·贝克
布鲁斯·S·贝克（1945年12月20日—2018年7月1日）是一位美国遗传学家，1966年本科毕业于里德学院，1971年博士毕业于華盛頓大學，导师拉里·桑德勒。之后先后进入北卡罗来纳大学教堂山分校、聖地牙哥加利福尼亞大學、史丹佛大學任教，1993年当选美国国家科学院院士，1994年当选美国遗传学学会会长。